# Lugano Tigers
Lugano Tigers is een Zwitserse basketbalclub uit Lugano die uitkomt in de Swiss Basketball League de hoogste klasse in Zwitserland. De club komt voor uit het failliet gegane Lugano Snakes.

## Geschiedenis
Nadat Basket Club Lugano in 2003 bankroet ging werd Lugano Tigers of ook AB Lugano opgericht. De club wordt in het algemeen gezien als zijn opvolger en soms worden ook de eerdere titels bij hun palmares toegevoegd. De Tigers namen de licentie over van AB Viganello Lugano uit de tweede klasse dat een heroprichting was van de in 1981 in een fusie opgegane Viganello Basket. De Tigers wonnen in 2006 hun eerste landstitel onder de nieuwe naam. In 2010, 2011 en 2012 werd opnieuw gewonnen ook waren ze de sterkste in de SBL Cup en de beker in 2011 en 2012. In 2014 volgde dan een vijfde landstitel en in 2015 wonnen ze nog een derde landsbeker.

## Erelijst
- Landskampioen: 2006, 2010, 2011, 2012, 2014
- Zwitserse basketbalbeker: 2011, 2012, 2015
  - Finalist: 2006, 2008, 2018
- Coupe de la ligue: 2011, 2012

## Coaches
- 2003-2005:  Milutin Nikolić
- 2005-2008:  Andrea Petitpierre
- 2008-2009:  Franco Facchinetti
- 2009:  Renato Carettoni
- 2009-2011:  Joe Whelton
- 2011-2013:  Randoald Dessarzin
- 2013-2015:  Andrea Petitpierre
- 2015-2016:  Jean-Marc Jaumin
- 2016-2017:  Nicola Brienza
- 2017-2018:  Thibaut Petit
- 2018-2019:  Andrea Petitpierre
- 2019-2021:  Salvatore Cabibbo
- 2021-2022:  Milutin Nikolić
- 2022-0000:  Valter Montini

## Bekende (oud-)spelers
| - Michel-Ofik Nzege - Ryan Richards - Pape Badji |